# ГЕС Джірофт
ГЕС Джірофт — гідроелектростанція на південному сході Ірану. Використовує ресурс із річки Халіл, яка завершується у безстічній котловині Hamun-e Jaz Murian.
У межах проекту річку перекрили бетонною арковою греблею висотою 133 метра, довжиною 240 метрів та шириною по гребеню 5 метрів, яка потребувала 300 тис м3 матеріалу. Вона утримує водосховище з об’ємом 425 млн м3 та корисним об’ємом 310 млн м3.  
Зі сховища під лівобережним гірським масивом прокладено дериваційний тунель довжиною 2,5 км з діаметром 3,2 метр. Він живить машинний зал з двома турбінами типу Френсіс загальною потужністю 32 МВт, які забезпечують виробництво 85 млн кВт-год електроенергії на рік.
Окрім виробництва електроенергії, комплекс дозволив організувати зрошення 14 тисяч гектарів земель.